# Jacques Cartier (navire-école)
Pour les articles homonymes, voir Jacques Cartier (navire) et Jacques Cartier (homonymie).
Le Jacques Cartier, cargo mixte de la Compagnie générale transatlantique (C.G.T.) lancé en 1918, devient l'année suivante navire-école chargé de former l'encadrement de la marine marchande jusqu'en 1929.
En 1929 il est retiré du service et devient le Winnipeg pour l'armement C.G.T. En 1938, il prend le nom de Paimpol pour la compagnie France navigation. Il revient en gérance à la C.G.T. en 1939 sous son ancien nom, après la dissolution de France Navigation.
Arraisonné par les alliés en mai 1941, il sert sous pavillon britannique avec le nom de Winnipeg II. Il est coulé le 22 octobre 1942 par le sous-marin allemand U-443 de la 9. Unterseebootsflottille.
La mission de navire-école sera poursuivie en 1929 par le cargo mixte Caroline de la C.G.T. qui reprendra alors le nom de Jacques Cartier.

## Navire météorologique
En 1920, le Jacques Cartier, grâce à Robert Bureau, devient le premier navire météorologique et va jouer un rôle essentiel en matière de météorologie lors de ses traversées de l'Atlantique Nord. Il assure la concentration des observations météorologiques faites par les navires en mer et la transmission de ces informations à l'Office national météorologique (ONM) via la tour Eiffel, permettant ainsi une meilleure connaissance de la météorologie sur l'Atlantique Nord. En retour, il diffuse vers les navires la situation météorologique et les prévisions de l'ONM sur l'Atlantique Nord, notamment les avis de tempêtes.

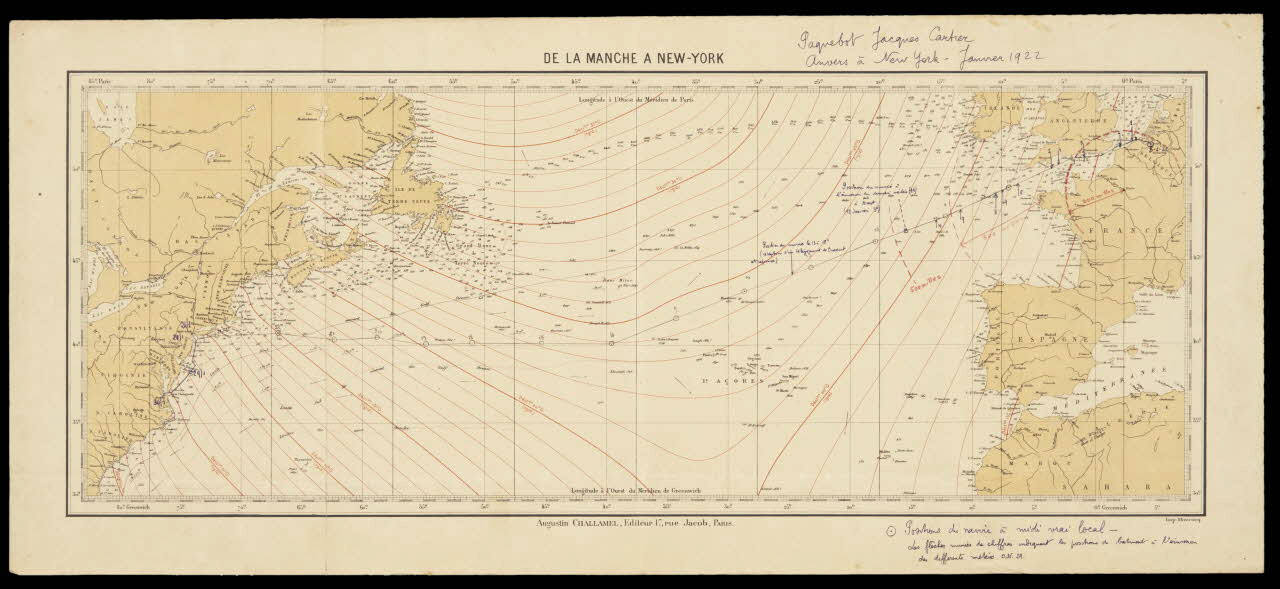
Carte de la traversée de l'Atlantique effectuée en janvier 1922, avec les positions du navire à midi, indiquées par des cercles, et celles au moment de l’émission des messages envoyés à l'ONM, indiquées par des flèches (Archives nationales)

De par son activité météorologique, le Jacques Cartier est à l'origine de la réflexion sur l'organisation de la météorologie pour l'Atlantique nord concrétisée en 1937 par la mise en place du premier navire météorologique stationnaire, le Carimaré.

### Costes et Bellonte
Le Jacques Cartier (ex-Caroline) est un élément important de l'organisation mise en place pour permettre à Costes et Bellonte de réaliser la première traversée de l'Atlantique Nord (sens Europe-Amérique) le 1er et 2 septembre 1930. Durant toute la nuit du 1er au 2 et la matinée du 2, le Jacques Cartier transmet au Point d'interrogation les dernières observations faites en mer et sur les côtes américaines, ainsi que les prévisions météorologiques.